# Paul Cuche
Paul Cuche (Lunéville, 8 juillet 1868 - Allevard, 5 octobre 1943) est un juriste français, auteur de traités de droit.
Il a été professeur et doyen à la faculté de Droit de Grenoble, et membre de la commission générale des Semaines sociales.

## Biographie
Né à Lunéville (son père était directeur du télégraphe), il est licencié en droit de l'université de Caen en 1888, puis docteur en droit en 1891, et agrégé en 1896. Il se marie le 22 mars 1898 à Grenoble, et a quatre enfants. Il est chargé de cours à l'Université de Grenoble à partir de 1895, puis est titularisé en 1902. La plupart de ses ouvrages et articles portent sur le droit pénal et la science pénitentiaire; il a également publié deux ouvrages sur la philosophie du droit.

## Sources
- Socialisation du droit et romantisme juridique : autour d’une controverse entre Julien Bonnecase et Paul Cuche, N. Hakim, dans De la terre à l’usine : des hommes et du droit
- Paul Cuche (1868-1943), juriste philosophe, Laura Champion, Université de Bordeaux, 2018 - 278 pages